# FMRI

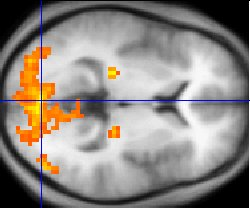
fMRI 計測によって得られる画像。移動する視覚刺激を見ている際の脳活動を、安静時の脳活動と複数の実験参加者で比較したもの。fMRI 計測によって得られた活動量 (統計値) は黄色とオレンジで示されており、灰色で示した実験参加者平均の脳画像と重ね合わされている。この画像では一次視覚野や外線条皮質、外側膝状体が活動していることが分かる。

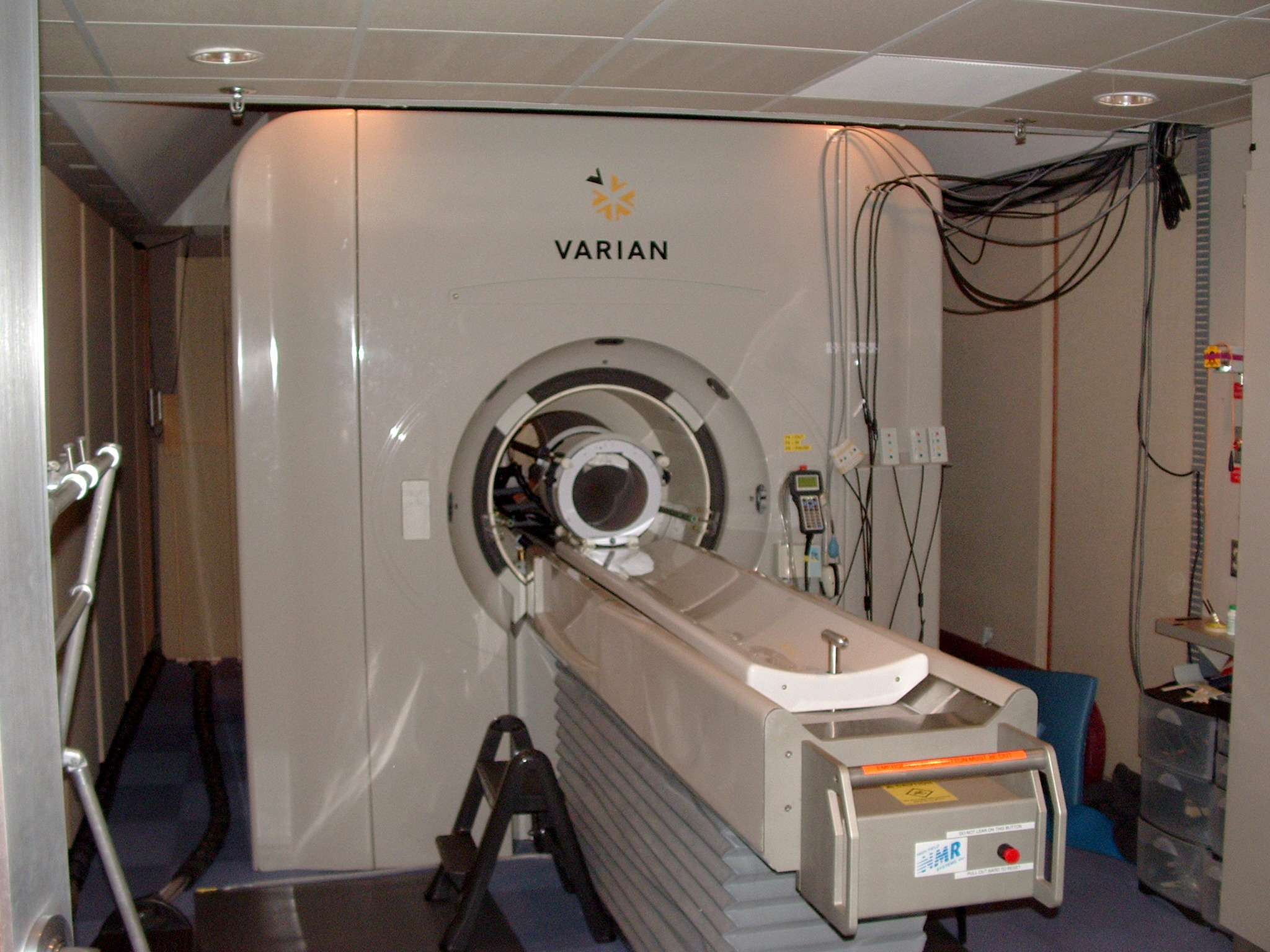
カリフォルニア大学バークレー校ヘレン・ウィルズ神経科学研究所の脳画像センターにある4T fMRIスキャナー(画像作成日:2005年)

MRIの画像から作られたアニメーション画像。頭の上からまっすぐ下に移動している、左上の頭部の外に現れる点は、画像の右と左を間違えないよう、ビタミンEの錠剤を頭の横にテープで貼っておいたもの

fMRI (functional magnetic resonance imaging) はMRI（核磁気共鳴も参照）を利用して、ヒトおよび動物の脳や脊髄の活動に関連した血流動態反応を視覚化する方法の一つである。最近のニューロイメージングの中でも最も発達した手法の一つである。

## 脳血流動態
100年以上前から、脳の血流や酸素化の程度と神経活動には密接な関係があることが知られていた。神経細胞が活動するとき、局所の毛細血管の赤血球のヘモグロビンによって運ばれた酸素が消費される。酸素利用の局所の反応に伴い血流増加（血液量と血流量）が起きることが知られている。
毛細血管内で酸素交換が起こり、酸化ヘモグロビンが酸素を組織に渡すことで、一時的に脱酸化ヘモグロビンが増加する。さらに時間的に遅延して（1〜5秒程度）脳血流が増加することで、酸化ヘモグロビンが増加し脱酸化ヘモグロビンが減少する。この反応は6〜10秒程度で最大となる。
　

## 原理
T2*強調画像法で主に脳血流動態を測定する場合、計測原理は形態画像によるMRIに、血流変化による信号変化を統計処理したマップを重ねる事で脳活動を画像化している。T2*強調画像法では、MRIのシーケンスを使用して、T2*信号の差違を検出する。安静時と比較して、賦活課題中の静脈からの信号の上昇が見込まれる。
毛細血管と静脈では、脳血流変化に対するT2*信号変化の機序が異なることが分っている。
ヘモグロビンは酸化されていると反磁性体であるが、脱酸化状態だと常磁性体となる。それ故、血液の核磁気共鳴信号は静脈では、反磁性体の酸化ヘモグロビンの変化には影響されにくく、常磁生体の脱酸化ヘモグロビンの変化に依存して変化しやすい。一方、毛細血管では、総ヘモグロビンあるいは血液量の変化にも依存し、必ずしも、常磁生体の脱酸化ヘモグロビンの変化と線形に比例して、信号変化が起こらない。

これら静脈に起こる信号増加のソースは、inflow効果（血液流入）、BOLD効果（脱酸化ヘモグロビンの減少）など様々な要因が関与すると説明されている。信号減少が起こった場合には、生理的説明が複雑化し、諸説分かれている。
一般には、高磁場の装置を用いても酸素交換の現場である毛細血管からの信号変化はT2*強調画像法で検出しにくいと考えられている。

## 問題点
T2*強調画像法によって計測することで、毛細血管と静脈のように血管径の大きさによって、信号が異なった変化をすることが、シミュレーションによっても、実計測によっても明らかになっている。毛細血管からの信号が静脈信号よりも小さいことは、1993年小川誠二らベル研究所とミネソタ大学の共同研究で報告されている。
また、時系列情報を持ったT2*強調画像法(A)では一般的にdistortionが生じやすく、他の画像法を用いた形態画像(B)との位置合わせのずれが指摘されているが、(A)自体に形態情報が存在している。しかし、(A)の画像が荒いため、他の画像法と位置合わせをして研究発表などに用いることが多い。

## 分解能
一般に、高磁場のもの程、高い空間分解能を持っている。例えばミネソタ大学（米国）の7テスラの装置を使ったデータでは、脳組織の信号よりも、表在静脈の信号が強く検出されることが示されている。理化学研究所の脳科学総合研究センターから、4テスラの装置を使った1mm未満の空間分解能の可能性を指摘する活脳図の報告もある。
また、神経活動が開始した後、明瞭な信号の時間変化が始まるまでに1〜3秒程度かかることが報告されている。すなわち、血液が毛細血管通過時間をすぎ、静脈相の時間帯でより信号変化が起こるので、神経活動とほぼ同時におこる酸素交換反応を高い時間分解能で得るのは難しいとされている。

## 医療分野以外での利用

### 神経経済学
行動経済学では合理的経済人と実際の人間の乖離を様々な実験的手法により取り扱うが、神経科学的に人間の意思決定プロセスを定量的に扱う神経経済学的手法に fMRI がしばしば用いられている。
例として、FKF Applied Researchは、カリフォルニア大学ロサンゼルス校(UCLA)のAhmanson Lovelace Brain Mapping Centerの協力により、2006年と2007年のスーパーボウルにおける、広告効果を測定するために、fMRIを使用し視聴者の脳の活動を測定した。2007年のスーパーボウルにおいて、人々の脳に前向きな感情を引き出した最高のコマーシャルはコカ・コーラで、最低のコマーシャルはGM「Robot」だと結論付けた。